# Taubenstraße (Berlin)
Die Taubenstraße ist eine im 17. Jahrhundert im Ergebnis der Stadterweiterung durch den Zuzug der Hugenotten entstandene Straße in der historischen Friedrichstadt im heutigen Berliner Ortsteil Mitte des gleichnamigen Bezirks.

## Geschichte

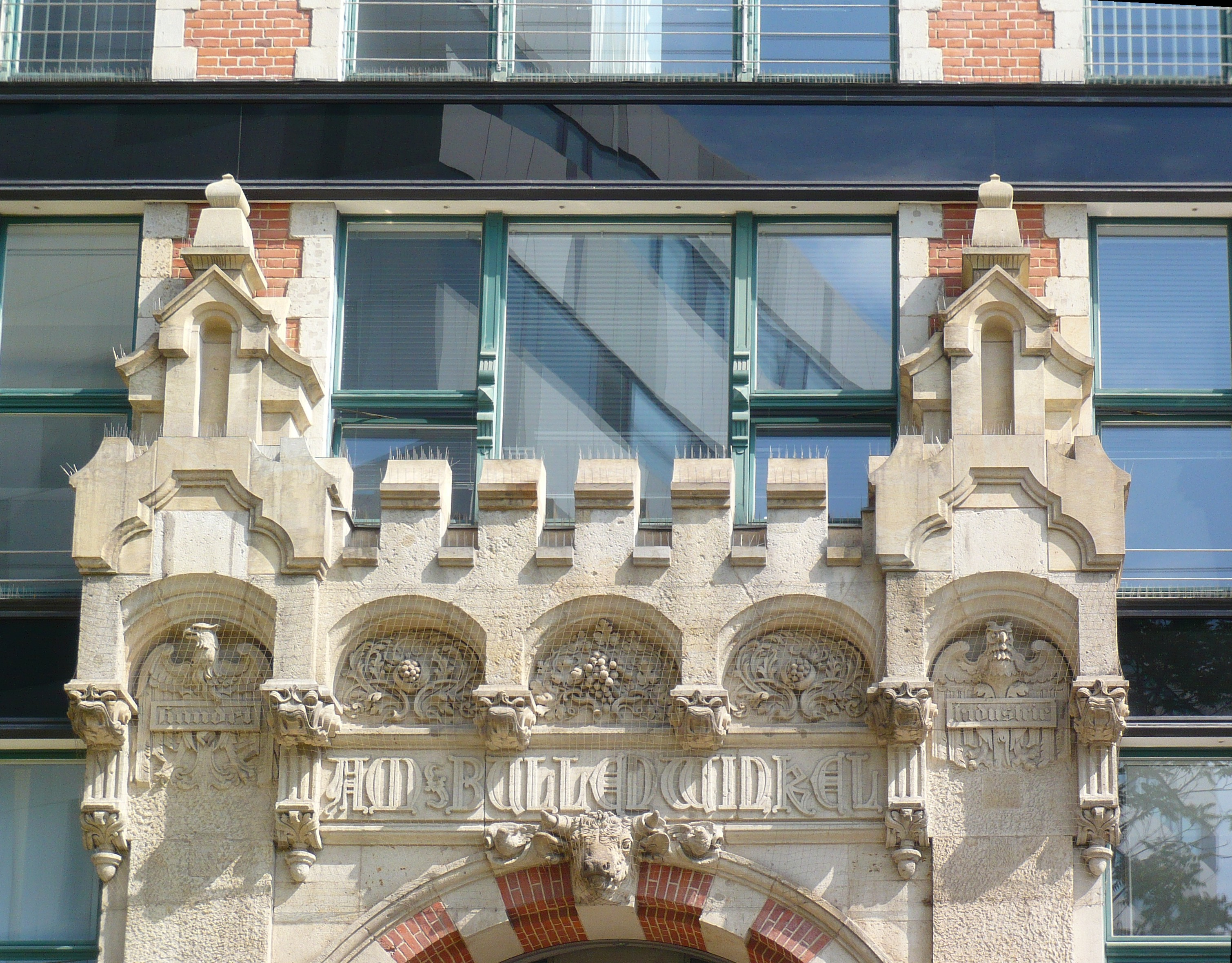
Historischer Name an einem renovierten Haus in der Taubenstraße:
Am Bullenwinkel

Ein Teil der heutigen Trasse wurde zunächst nach ihrer Lage in dem neuen Wohnviertel benannt: Mittelstraße (nach 1691 bis um 1770), ein anderer Teil beschreibend Am Bullenwinkel (nach 1691 bis 1886). Schließlich wurden beide Teile zusammengefasst und am Hausvogteiplatz bis zum ehemaligen Festungsgraben ein Durchbruch hergestellt. Nun bekam sie den Namen Taubenstraße, was entweder von einem Pflegeheim für im Militärdienst taub gewordene Soldaten oder von einem kurfürstlichen Taubenhaus, das vor der Bebauung der Friedrichstadt hier gestanden haben soll, abgeleitet wurde.
Zwischen Markgrafen- und Charlottenstraße befanden sich 1799 das 1774 nach Plänen von Johann Boumann errichtete Französische Komödienhaus (an dessen Stelle später das Schauspielhaus nach Entwurf von Karl Friedrich Schinkel entstand) und die Deutsche Kirche, die 1785 von Martin Grünberg und Giovanni Simonetti vollendet worden war.
In den 1880er Jahren wurde in dieser Straße umfangreich neu gebaut, vor allem siedelten sich Bankhäuser und Versicherungsgesellschaften hier an. Dazu hatte sich eine Baugesellschaft gegründet, die für einige Häuser zunächst Eigentümerin wurde (beispielsweise 1886 unter Nr. 21, 27, 28).

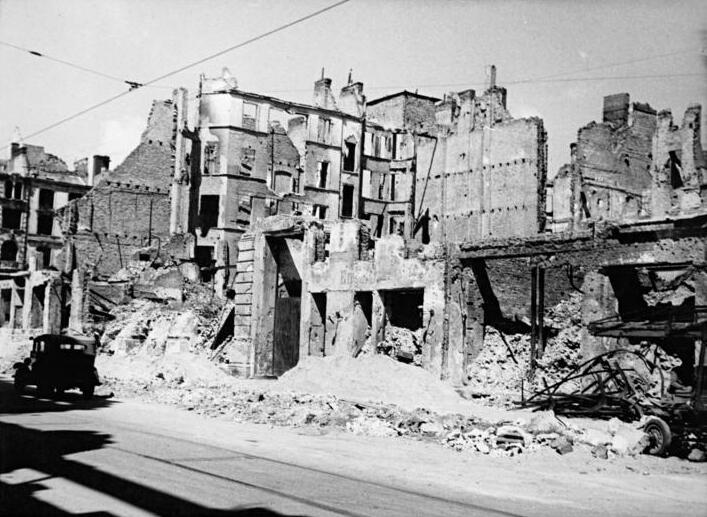
Teilansicht der zerstörten Taubenstraße, 1950

Nach dem erfolgten Wiederaufbau der größtenteils im Zweiten Weltkrieg zerstörten Berliner Innenstadt erhielt die Straße 1971 in der DDR-Zeit den Namen Johannes-Dieckmann-Straße nach dem Politiker Johannes Dieckmann. Im Jahr 1991 wurden im Ergebnis der deutschen Wiedervereinigung entsprechend einem Beschluss des Berliner Senats einige Straßen zurückbenannt, seitdem heißt sie wieder Taubenstraße.

## Lage und Sehenswürdigkeiten
Die Straße verbindet die Mauerstraße im Westen über die Friedrichstraße mit dem Hausvogteiplatz, wird aber durch den Gendarmenmarkt unterbrochen. Die Hausnummern reichen von 1 bis 54 und verlaufen in Hufeisenform. Zahlreiche Baudenkmale gibt es hier.
- Nr. 1/2: Berliner Filiale der Allianz-Versicherung; nach 1945 vom Komitee der Kämpfer für den Frieden und ab 1947 vom Verlag Volk und Welt genutzt.
- Nr. 3: zweigeschossige Gebäudegruppe, im 18. Jahrhundert als Pfarrhaus und Schule für die Dreifaltigkeitskirche errichtet. Eine Gedenktafel ehrt Friedrich Schleiermacher, der hier predigte. Heute wird das Bauwerk von der Evangelischen Kirchengemeinde in der Friedrichstadt genutzt. Es sind die einzigen original erhaltenen Wohnbauten des 18. Jahrhunderts in dieser Straße. Im Gebäude und im Innenhof sollen Ausstattungsstücke vom Dorotheenstädtischen Friedhof und von der Friedrichswerderschen Kirche aufbewahrt sein, ebenfalls eine Büste Schleiermachers, Gedächtnisurnen sowie Reliefs und ein Taufstein aus der Dreifaltigkeitskirche.[6]
- Nr. 5: Beherbergte 1886 die Buchhandlung Rosenthal.[5]
Nach deren Abriss und dem Zukauf von Nachbargrundstücken ließ sich unter Nr. 4–6: 1913/1914 die Zürich-Versicherung ein Verwaltungsgebäude errichten (Zürichhaus); in der DDR-Zeit war es Verwaltungssitz des VEB Rationalisierung und Rechenzentrum Außenhandel. Nach 1990 wurde der Komplex Bundeseigentum und damit ist es im Besitz der Kreditanstalt für Wiederaufbau.
- Nr. 10: erster Verwaltungssitz der Aktienbrauerei Patzenhofer, 1906/1907 vom Architekten Hermann Dernburg erbaut. In der DDR war es der Sitz des Deutschen Verlags der Wissenschaften. Nach Sanierung und Renovierung 1994/1995 zog 2009 das Sekretariat der Kultusministerkonferenz hier ein.[7]
- Nr. 20: Voltaire wohnte während seiner Berliner Zeit um 1751 hier bei Joseph Du Fresne de Francheville.
- Unter der Nr. 20–22 befand sich von 1997 bis 2012 die Geschäftsstelle Berlin-Brandenburg des ADAC.
- Nr. 23: 1922 umgebaut durch den Berliner Architekten Paul Zucker. Seit 2013 befindet sich hier die Botschaft Kolumbiens.[8]
- Nr. 26: 1910 als Handelshaus in Eisenskelettkonstruktion von Max Reichhelm für die Ager Grundstücksgesellschaft mbH geplant und durch die die Firma Max Reichhelm und Co. ausgeführt; ausgestattet mit lebensgroßen Figuren des Merkur und der Allegorie des Fleißes sowie zwei Kupferreliefs mit einem Segel- und einem Dampfschiff. In der DDR-Zeit war es Hauptsitz des VE Kombinat Kohleversorgung. 2001–2003 wurde das Gebäude zum Gaffelhaus Berlin umgestaltet.[9]
- Nr. 30: Im 19. Jahrhundert befand sich hier die Concordia Lebensversicherungs-Gesellschaft aus Köln mit einer Berliner Filiale.[5]
- Nr. 31: Wohn- und Sterbehaus des Dichters E. T. A. Hoffmann.
- Nr. 32: Hier hat kurzzeitig auch Heinrich Heine bei seinem Aufenthalt in Berlin gewohnt. Am Gebäude befanden sich eine Gedenktafel aus Syenit und im Jahr 1902 wurde ein Bronzerelief angebracht, gestaltet vom Bildhauer Hugo Berwald.[10]
- Nr. 46: Hier wurde die Kindertagesstätte des Bundesministeriums für Familie, Senioren, Frauen und Jugend (BMFSFJ) Kinder im Kiez gGmbH eingerichtet.
- Nr. 48/49: 1928/1929 nach Entwurf von Hans Jessen für die Deutsche Bau- und Bodenbank erbaut, nach 1945 genutzt durch die LDPD für ihren Verlag Der Morgen; 1990 fiel das Gebäude an die FDP, in den 2000er Jahren kam es in den Besitz des Bundes, 2006–2010 erfolgte der Um- und Ausbau für das BMFSFJ.